# ひまわり (コンビニエンスストア)
有限会社ひまわりは、岐阜県岐阜市に本社を置く日本のコンビニエンスストア・弁当屋である。

## 概要
コンビニエンスストア形態に近い弁当に特化した「ひまわり」と、コンビニ形態ではない弁当屋「おむすび三昧」を運営する。

### ひまわり
店舗は岐阜市と一宮市に4店舗存在する。営業時間は店舗によって違うが、早朝から夜まで営業する。基本的に年中無休だが、年始・お盆には休業・営業時間変更をする。本部は大抵お弁当屋と称しているが、雑貨や菓子も取り扱っている他、イートインスペースもあるため、コンビニエンスストアと分類する場合も多い。かつてはテレビCMを放映していた。

## 特徴
販売されている弁当は、レジでの会計時に店員がご飯を詰める（同じ例としてポプラがある）。出張販売・デリバリーも行い、団体での注文も可能とする。

## 店舗

### ひまわり
現存店舗
- 六条店（岐阜市宇佐南2-6-13）
- 茜部店（岐阜市茜部新所1-80）
- 京町店（岐阜市京町2-1）旧ファミリーマート→サンクス。
- 木曽川店（愛知県一宮市北方町北方北曽根212）

過去に存在した店舗
- 大川店（岐阜市茜部大川1-100-7）おむすび三昧に転換されたが、閉店。
- 宇佐店（岐阜市宇佐南1-16-12）おむすび三昧に転換され現存。
- 長森店（岐阜市野一色6-10-8）2012年頃に閉店。現在も一部の看板が残っている。
- 岐南店（岐南町上印食9-100）2007年～2012年に閉店。
- 各務原店（岐阜県各務原市鵜沼大伊木町2-53-1）
- 旧・各務原店（各務原市蘇原三柿野町770-64）2007年頃に閉店。
- ミドリ店（各務原市那加緑町5-3）
- 細畑店（羽島郡岐南町八剣北4-50）
- コザノ店（各務原市小佐野1-53）
- 中島店（一宮市北方町字南辻の内47-8）
- 黒田店（葉栗郡木曽川町黒田）
- 一宮店（一宮市大字高田字池尻59-1）
- 佐千原店（一宮市長島町13-2）

### おむすび三昧[5]
- 鷹見店（岐阜市鷹見町18番地フリーライフ翔1F）
- 加納店（岐阜市加納栄町通2-16）
- 宇佐店（岐阜市宇佐南1-16-12）ひまわりからの転換店舗。
- 大川店（岐阜市茜部大川1-100-7）ひまわりからの転換店舗。2019年に閉店。